# Cornelis Vroom

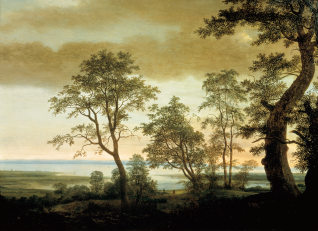
Flusslandschaft mit Bäumen

Cornelis Hendricksz[oon] Vroom (* um 1591/1592 vermutlich in Haarlem; † 1661 ebenda) war ein niederländischer Maler und Zeichner.

## Familie
Cornelis Vroom wurde als Sohn des Marinemalers Hendrick Cornelisz. Vroom in eine Künstlerfamilie geboren. Geburtsdatum und -ort sind nicht bekannt. Der Künstler selbst gab 1649 an, er sei 58 Jahre alt. Sein Großvater, der ebenfalls Cornelis Hendrickszoon Vroom hieß, war Bildhauer und dessen Bruder Stadtarchitekt von Danzig. Zur Unterscheidung wird der Bildhauer auch Cornelis Hendrickszoon Vroom der Ältere genannt und der Maler als Cornelis Hendrickszoon Vroom der Jüngere bezeichnet. Der Familientradition folgten ebenso die beiden Brüder und der Sohn von Cornelis Vroom, sie arbeiteten ebenfalls als Maler.

## Ausbildung und Werk
Cornelis Vroom wirkte zunächst als Schüler und Mitarbeiter seines Vaters. Sein erstes signiertes Bild Seeschlacht zwischen einer spanischen Galeone und türkischen Galeeren aus dem Jahr 1615 ist das einzige bekannte Marinebild. Bei einem weiteren Marinebild Die Schlacht von Lepanto (Ham House, Richmond) ist die Urheberschaft unklar. Trotz der geringen Anzahl maritimer Werke muss er sich als Künstler auf diesem Metier einen Namen gemacht haben. Im Nachlass des Malers Pieter Lastman werden Seestücke erwähnt, die „im Stile des jungen Vroom gemacht“ worden seien. Ab 1620 wandte sich Cornelis Vroom der Landschaftsmalerei zu. Der Grund für den Wechsel des Sujets waren möglicherweise familiäre Spannungen, von denen die Haushälterin der Familie berichtete. Von 1635 bis 1642 ist Vroom als Mitglied der Lukasgilde in Haarlem nachgewiesen. Den Verkaufserlös für ein im Jahr 1639 an die Stadt Haarlem verkauftes Gemälde verwandte er teilweise, um sich vom Dienst in der Bürgerwehr freizukaufen.
Seine Zeichnungen und frühen Landschaftsgemälde stehen deutlich unter dem Einfluss von Jan und Esaias van de Velde und Willem Pietersz. Buytewech. Das 1622 entstandene Gemälde Flusslandschaft mit Booten (Sammlung Paynhurst, London) ist das älteste bekannte Landschaftsbild des Künstlers und nimmt bereits den Stil der Landschaftsdarstellungen eines Salomon van Ruisdael vorweg. Häufig sind in den Gemälden Cornelis Vrooms Waldszenen und Dünen dargestellt. Hierbei gibt es meist eine horizontale Trennung von Himmel und Landschaft, wobei Repoussoir-Motive die Tiefenwirkung verstärken. Der Kontakt zu Jacob van Ruisdael beeinflusste beide Künstler wechselseitig, wobei insbesondere Vrooms Zeichnungen für die Entwicklung Ruisdaels eine wichtige Rolle spielten. Vroom arbeitete zudem gemeinschaftlich mit anderen Malern. So schuf er Landschaftsdarstellungen in Gemälden von Paul Bril, Jacob van Campen und Caesar van Everdingen. Vroom arbeitete 1628 für den englischen Hof und stellte 1638 Gemälde für den Saal und das Treppenhaus des Huis Honselaarsdijk (heutige Gemeinde Westland) fertig. Vroom, der auch in Briefkontakt zu Constantijn Huygens stand, fand am 16. September 1661 seine letzte Ruhestätte in der Kirche St. Bavo in Haarlem.

## Galerie

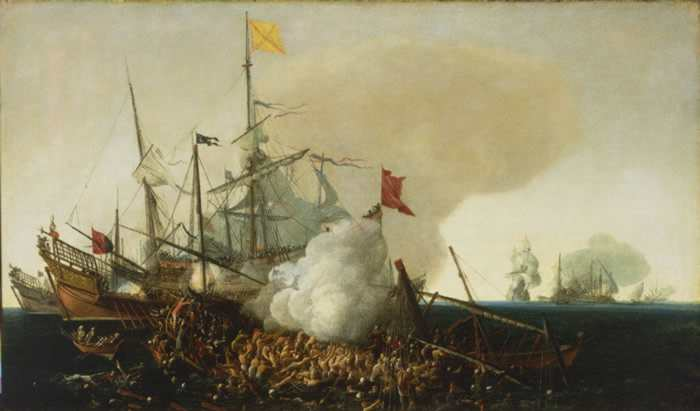
Seeschlacht zwischen einer spanischen Galeone und türkischen Galeeren
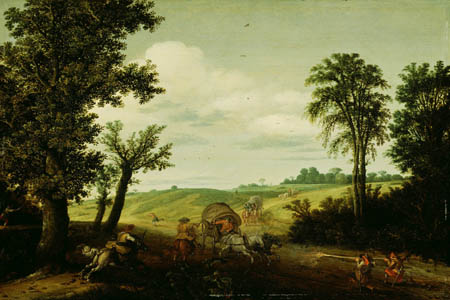
Überfall auf der Landstraße
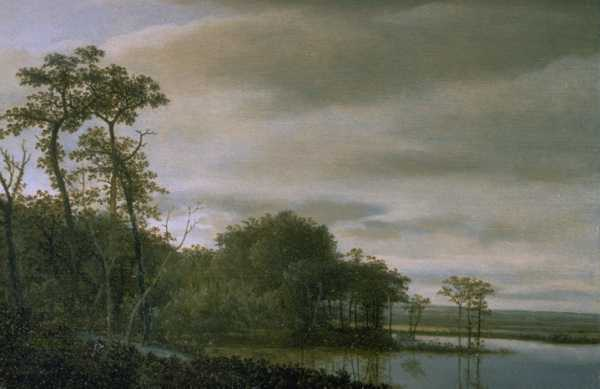
Waldlandschaft an einem Fluss